# NBA 2K8
NBA 2K8 è un videogioco di  basket NBA prodotto dalla 2K Sports, branca della nota Take Two Interactive. Dal 2003 la 2K Sports produce la serie NBA 2K, che subito è diventata concorrente della serie NBA Live della EA Sports. Il testimonial per questa edizione, dopo 3 anni di sponsor da Shaquille O'Neal, è Chris Paul dei New Orleans Hornets

## Caratteristiche principali
La versione 2K8 non aggiunge molte modifiche alla precedente versione, tranne alcune nuove animazioni, nuovi menù, alcuni bug tolti, rinnovamento della modalità playoff e ovviamente i roster aggiornati. Da notare che i roster sono aggiornati dopo il Draft NBA, mentre NBA Live li ha aggiornati a prima.

### Modalità di gioco
Le modalità di gioco sono le seguenti:
1. Partita veloce, che permette di svolgere una partita amichevole
2. Stagione, che permette di affrontare un'intera stagione NBA partendo dalla Regular Season
3. Playoff: si salta la Regular Season e si parte direttamente dai Playoff NBA
4. Associazione, che permette di giocare per molte stagioni consecutive controllando anche l'aspetto finanziario, amministrativo e altre attività da General Manager.
5. Street ball, che permette di giocare il basket da strada. Molto più sviluppato nelle versioni PS3 e Xbox 360
6. Allenamento, che offre due tipi di allenamento: quello standard (gioca solamente la squadra scelta e si possono provare tiri e passaggi) e quello dei tiri liberi (si fanno dei tiri liberi senza limiti di tempo)
7. Opzioni permette di configurare alcune opzioni di gioco e di creare giocatori e squadre
8. Online permette di giocare partite online

### Squadre
Le squadre sono tutte quelle della NBA, più alcune altre squadre, ovvero i Rookies e i Sophomores (i migliori giocatori rispettivamente al loro 1º e al 2º anno NBA), una squadra con i migliori giocatori degli anni cinquanta e anni sessanta, sei squadre con i migliori giocatori degli anni settanta, ottanta e novanta (ognuna divisa in Eastern Conference e Western Conference) e alcune squadre All-Star.
A differenza di NBA Live 08, non è presente alcuna nazionale FIBA.

### Comandi
I comandi sono rimasti praticamente invariati rispetto alla scorsa edizione. Si differenziano in base se si ha il possesso di palla (comandi in attacco) o se la squadra avversaria ha il possesso di palla (comandi in difesa).

Il gioco supporta il sistema analogico, necessario per giocare.

#### Comandi in attacco
- Levetta analogica sx: movimento del giocatore
- Levetta analogica dx: tiro
- X: passaggio
- Cerchio: passaggio diretto
- cerchio + L1: Alley Oop
- Quadrato: tiro
- R1: scatto
- R2: icona passaggio

Il tasto del tiro funziona sia per i tiri normali che per le schiacciate. Se si trova sulla linea dei tre punti, il tiro sarà normale. Se si trova all'interno dell'area e non è in corsa, anche in questo caso sarà normale. Se il giocatore è dentro l'area ed è in corsa dipende dal giocatore: alcuni schiacciano, altri l'appoggiano al tabellone.

#### Comandi in difesa
- Levetta analogica sx: movimento del giocatore/pressione sull'avversario
- Levetta analogica dx: ruba la palla/stoppata
- X: cambia giocatore
- Triangolo: stoppata
- L2: marcatura a uomo stretta

## Differenze e critiche rispetto a NBA Live 08
Come già anticipato prima, NBA Live 08 è il maggior concorrente di questo gioco.
Non è molto facile fare un paragone, anche perché i due giochi, anche se sono entrambi giochi di pallacanestro, hanno due impostazioni diverse: il titolo della 2K Sports è più "simulativo" (ovvero simile alla realtà), mentre la serie NBA Live è da sempre conosciuta con uno stile più "arcade". In generale, però, le maggiori riviste specializzate e alcuni siti internet danno punteggi più alti per la serie 2K e questa differenza sta aumentando sempre più negli anni.
Il punto di vantaggio di NBA 2K8 è avere una maggiore realisticità e una migliore fluidità nei movimenti dei giocatori, mentre NBA Live 08 continua a primeggiare nella modalità Dinasty (concorrente della modalità Associazione), nettamente superiore rispetto a quella del titolo della 2K Sports.

## Next-gen
Come già successo l'anno scorso, anche la versione 2K8 è passata alla nuova generazione di videogiochi (settima generazione), ovvero a PlayStation 3 e Xbox 360.
Esiste anche una versione per PlayStation 2, ma è meno curata delle altre. Le maggiori differenze delle versioni next-gen sono l'implementazione della Slam Dunk Contest (gara di schiacciate) e la sfida per i tiri da tre punti. Inoltre nelle versioni per Playstation 3 e Xbox 360 esistono animazioni e movimenti personalizzati per ogni giocatore che nella versione PlayStation 2 sono parzialmente o totalmente assenti.